# Медаль «Участнику военной операции в Сирии»
Меда́ль «Уча́стнику вое́нной опера́ции в Си́рии» — одна из восьми ведомственных наград Министерства обороны Российской Федерации. Учреждена приказом Министра обороны Российской Федерации от 30 ноября 2015 года № 732, оставлена (с небольшими изменениями) в новой системе ведомственных наград приказом Министра обороны Российской Федерации от 14 декабря 2017 года № 777.

## Положение о медали
Медалью награждаются военнослужащие и лица гражданского персонала Вооружённых Сил Российской Федерации:
- за отличия, отвагу и самоотверженность, проявленные в ходе военной операции в Сирийской Арабской Республике;
- за успешное руководство действиями подчиненных при проведении военной операции в Сирийской Арабской Республике;
- за самоотверженный труд и большой личный вклад в выполнение задач военной операции в Сирийской Арабской Республике.

Медалью могут награждаться также другие граждане Российской Федерации и иностранные граждане за содействие в решении задач, возложенных на Вооружённые Силы Российской Федерации при проведении военной операции в Сирийской Арабской Республике.
Медаль вручается награждённому в торжественной обстановке Министром обороны Российской Федерации или другими должностными лицами по его поручению. Вместе с медалью вручается удостоверение установленной формы.
Медаль (лента медали) носится на левой стороне груди и при наличии других медалей располагается после медали «Михаил Калашников».

## Описание
Медаль изготавливается из металла золотистого цвета в форме круга диаметром 32 мм с выпуклым бортиком с обеих сторон.
На лицевой стороне медали: рельефное одноцветное изображение военной техники: сверху — трёх истребителей, снизу — ракетного корабля на контуре границ Сирийской Арабской Республики.
На оборотной стороне медали: в центре сверху — рельефное одноцветное изображение эмблемы Министерства обороны Российской Федерации (увенчанный короной двуглавый орёл с распростёртыми крыльями. В правой лапе орла — меч, в левой — дубовый венок. На груди орла — треугольный, вытянутый книзу щит со штоком, восходящим к короне. В поле щита — всадник, поражающий копьём дракона), под ней — рельефная надпись в четыре строки «УЧАСТНИКУ ВОЕННОЙ ОПЕРАЦИИ В СИРИИ», по кругу — рельефная надпись: в верхней части — «МИНИСТЕРСТВО ОБОРОНЫ», в нижней части — «РОССИЙСКОЙ ФЕДЕРАЦИИ».
Медаль при помощи ушка и кольца соединяется с пятиугольной колодкой, обтянутой шёлковой муаровой лентой шириной 24 мм. С правого края ленты оранжевая полоса шириной 8 мм, окаймлена двумя чёрными полосами шириной 2 мм, левее — равновеликие, красная, белая и чёрная полосы.

## История

### Учреждение
Действуя в соответствии с Договором «О дружбе и сотрудничестве между СССР и Сирийской Арабской Республикой» от 8 октября 1980 года, 30 сентября 2015 года с официальной просьбой об оказании военной помощи в борьбе с «Исламским государством» к России обратился президент Сирии Башар Асад. В тот же день Совет Федерации дал Президенту Российской Федерации Владимиру Путину согласие на использование Вооружённых сил Российской Федерации на территории Сирийской Арабской Республики. При этом речь шла лишь о применении Воздушно-космических сил Российской Федерации для оказания поддержки сухопутным войскам Сирии с воздуха, без проведения наземной операции.
30 сентября 2015 года авиагруппа Воздушно-космических сил Российской Федерации, состоящая из бомбардировщиков и штурмовиков под прикрытием истребителей, а также вертолётов, приступила к нанесению ударов по позициям вооружённых формирований Исламского государства. В операции также были задействованы базирующиеся в России стратегические самолёты Дальней авиации РФ и подразделения специального назначения, обстрелы некоторых целей крылатыми ракетами производили и корабли Каспийской флотилии и Черноморского флота.
Медаль «Участнику военной операции в Сирии» была учреждена приказом Министра обороны Российской Федерации от 30 ноября 2015 года № 732.
28 марта 2016 года стало известно, что Министерство обороны объявило тендер на изготовление 10 300 медалей «Участнику военной операции в Сирии».
14 декабря 2017 года Министром обороны РФ был издан приказ № 777 «О ведомственных знаках отличия Министерства обороны Российской Федерации». Согласно приказу, медаль «Участнику военной операции в Сирии» была сохранена в новой системе ведомственных наград, и заняла в ней самое последнее, восьмое место по значимости, после медали «Михаил Калашников». Вместе с тем лента медали потерпела изменение — в центр ленты была добавлена ещё одна чёрная полоса шириной 2 мм.

### Награждения
15 марта 2016 года, в 10 часов утра по московскому времени, на аэродроме Хмеймим состоялось торжественное построение личного состава базы по случаю вывода российского контингента из Сирии. В построении приняли участие и сирийские военные. Заместитель министра обороны Российской Федерации Николай Панков и начальник генерального штаба сирийской армии генерал Али Абдуллах Аюб выступили перед военнослужащими, поздравили их с достигнутыми успехами в проведении операции и наградили самых достойных сирийскими и российскими государственными наградами. Также все военнослужащие, в память о службе в Арабской Республике, получили из рук замминистра ведомственные медали «Участнику военной операции в Сирии».
16 марта 2016 года звено штурмовиков Су-25 возвратились из Сирии на авиабазу в Приморско-Ахтарске. Встретить пилотов прибыл командующий Южным военным округом генерал-полковник Александр Галкин. Командующий поблагодарил лётчиков за службу и вручил им медали «Участнику военной операции в Сирии».
17 марта 2016 года на авиабазу Шагол под Челябинском прибыли три фронтовых бомбардировщика Су-24М, участвовавшие в операции в Сирии. На встрече экипажей присутствовало всё командование базы во главе с начальником боевой подготовки оперативно-тактической авиации Главного командования Воздушно-космических сил (ВКС) РФ генерал-майором Олегом Маковецким. Генерал поблагодарил весь авиационный персонал, выполнявший боевые задачи в Сирии, за профессионализм. Пилоты прибывших на авиабазу Су-24М, прямо на аэродроме были награждены медалями «Участнику военной операции в Сирии».
Награждения гражданских лиц
С начала 2016 года практикуются массовые награждения медалью «Участнику военной операции в Сирии» гражданских лиц (артистов, спортсменов, политиков) приезжавших на авиабазу Хмеймим с целью проведения концертов и других мероприятий для поднятия боевого духа российских военнослужащих. Так, 8 февраля 2016 года, медалями были награждены чирлидерши из группы поддержки шоу «Русские богатыри», спортивного мероприятия проводившегося на авиабазе в канун нового года, а 25 марта 2016 года в день работника культуры, медали была удостоена певица Зара, несколько раз выезжавшая в зону боевых действий с концертами. Как сказала сама певица, возможность поддержать военных, сражающихся на переднем крае борьбы с терроризмом, стала для неё большой честью.

## Видео
- Интернет-магазины продают медали «Участнику военной операции в Сирии» / «Новости» — 4 канал